# Le Cergne
Le Cergne är en kommun i departementet Loire i regionen Auvergne-Rhône-Alpes i centrala Frankrike. Kommunen ligger i kantonen Belmont-de-la-Loire som tillhör arrondissementet Roanne. År 2022 hade Le Cergne 614 invånare.

## Befolkningsutveckling
Antalet invånare i kommunen Le Cergne
| Referens: INSEE |